# PY Весов
PY Весов (лат. PY Librae) — одиночная переменная звезда в созвездии Весов на расстоянии (вычисленном из значения параллакса) приблизительно 2916 световых лет (около 894 парсеков) от Солнца. Видимая звёздная величина звезды — от +12,2m до +10,2m.

## Характеристики
PY Весов — красная пульсирующая полуправильная переменная звезда типа SRB (SRB) спектрального класса M.